# Palapa C1
O Palapa C1 (também conhecido por HGS-3, Anatolia 1 e Paksat 1) foi um satélite de comunicação geoestacionário indonésio da série Palapa construído pela Hughes, ele foi operado inicialmente pela Satelindo. O satélite foi baseado na plataforma HS-601 e sua expectativa de vida útil era de 15 anos.

## Lançamento
O satélite foi lançado com sucesso ao espaço no dia 1 de fevereiro de 1996, por meio de um veículo Atlas 2AS, a partir da Estação da Força Aérea de Cabo Canaveral, na Flórida, EUA. Ele tinha uma massa de lançamento de 3.000 kg.

## Capacidade e cobertura
O Palapa C1 era equipado com 30 transponders em banda C e 4 em banda Ku para fornecer comunicações de áudio e TV para as 17.000 ilhas da Indonésia e nas proximidades da região da Ásia-Pacífico.